# Epes, Alabama
Epes là một thị trấn thuộc quận Sumter, tiểu bang Alabama, Hoa Kỳ. Dân số năm 2009 là 179 người, mật độ đạt 36 người/km².